# Číchov
Číchov – gmina w Czechach, w powiecie Třebíč, w kraju Wysoczyna. 1 stycznia 2014 liczyła 241 mieszkańców.
W miejscowości jest przystanek kolejowy Číchov.